# Six60
Six60(シックスシックスティ)は2008年に結成したニュージーランドの五人組バンド。

## 概要
2010年8月10日にリリースしたシングル『Rise Up 2.0』がニュージーランドのシングルチャートで初登場5位にランクイン。4週目でチャートから姿を消すも2010年12月に再びチャートにランクインし、登場10週目で1位となった。
その後もシングル『Don't Forget Your Roots』がシングルチャートで2位にランクインするなどして人気を増して行き、2011年10月10日にリリースしたアルバム『Six60』はニュージーランドのアルバムチャートで初登場1位となった。
オーストラリアのミュージシャンPaul MacやAuckland Philharmonia Orchestraなどとのコラボでも注目を集めている。

2012年のニュージーランドミュージックアワードでは『Don't Forget Your Roots』が「Highest Selling NZ Single」、『Six60』が「Highest Selling NZ Album」で共に一位になった他、「Single Of The Year」を含む4つの賞を受賞した。

## ディスコグラフィー
| リリース | タイトル  | チャート最高位 | 認定 (売り上げ)   |
| リリース | タイトル  | NZ             | 認定 (売り上げ)   |
| -------- | --------- | -------------- | ----------------- |
| 2011     | Six60     | 1              | NZ: 3× プラチナム |
| 2015     | Six60 (2) | 1              | NZ: ゴールド      |